# Тойбер-Арп, Софи
Софи Тойбер-Арп (неверное[почему?] написание фамилии: Таубер-Арп, нем. Sophie Taeuber-Arp; 19 января 1889, Давос — 13 января 1943, Цюрих) — швейцарская художница, скульптор, жена художника и скульптора Ганса Арпа, представительница дадаизма и абстракционизма в искусстве.

## Биография
Софи Тойбер родилась в семье аптекаря, выходца из Германии. Отец рано умер, мать с дочерью жили поочерёдно то в Швейцарии, то в Германии. Девочка училась сперва в Санкт-Галлене (1908), затем в Мюнхене, в Гамбурге окончила школу (1913). После этого профессионально занималась изготовлением предметов прикладного искусства. Перед началом Первой мировой войны посещала в Цюрихе танцевальный класс Рудольфа фон Лабана, затем училась танцу в Асконе. В Цюрихе познакомилась (в 1915) со своим будущим мужем Гансом Арпом и другими художниками-авангардистами, принимала участие в различных дадаистских акциях и мероприятиях в Кабаре Вольтер, где тогда выступала танцовщицей. Тогда же была разработчицей и автором танцевальных и художественных костюмов, декораций, тканей.
В 1916 году получила место преподавателя при Цюрихской школе прикладного искусства по классу техники рисунка тканей, что помогло молодой семье справиться с финансовыми затруднениями. В этот же период Софи разрабатывала свой абстрактно-геометрический стиль живописи. В 1922 году Софи Тойбер и Ганс Арп официально вступили в брак.
В 1929 году художница оставила работу в Цюрихской школе и вместе с Арпом переехала в созданный по их собственному проекту дом в Медоне близ Парижа, где их соседом был Тео ван Дуйсбург. В конце 1920-х — начале 1930-х годов окунулась в творческую жизнь на авангардной сцене, близко сошлась с Полем и Гала Элюар. Наиболее ярким художественным периодом её жизни стали 1936—1939 годы, когда художница создала 117 полотен.
С началом Второй мировой войны Софи и Ганс Арпы бежали из Парижа на неоккупированную немцами зону Франции, 1941 и 1942 годы Софи провела в южнофранцузском городе Грасс. Затем, в конце 1942 года перебралась в Цюрих, где 13 января 1943 года умерла от отравления угарным газом. Был ли это несчастный случай или самоубийство — так и осталось невыясненным.
Подлинное признание к мастерству Софи Тойбер-Арп пришло уже после Второй мировой войны. Изображение художницы помещено на современную банкноту достоинством в 50 франков Национального банка Швейцарии.